# Струцюк Йосип Георгійович
Йо́сип Ґео́рґійович Струцю́к (нар.17 липня 1934 року) — український письменник-шістдесятник, Заслужений діяч мистецтв України, Почесний громадянин Луцька.

## Життєпис
Народився 17 липня 1934 року в українському селі Стрільці на Холмщині.
1 листопада 1944 року разом із батьками депортований у село Новослобідка Верхнє-Хортицького району Запорізької області. У червні 1946 року, рятуючись від голоду, разом із батьками переїхав на Волинь у село Глинище (нині Ужова) Рожищенського району. Навчався у Глинищенській початковій, Копачівській семирічній школах. Працюючи в тракторній бригаді, відвідував Рожищенську вечірню середню школу робітничої молоді. У 1958 році закінчив Луцький державний педагогічний інститут імені Лесі Українки, після чого вчителював у середній школі в Білостоці, що поблизу Торчина, був науковим співробітником Колодяжненського музею-садиби Лесі Українки та Волинського краєзнавчого музею. Працював у місцевих газетах. Обіймав посаду старшого редактора Волинського обласного Будинку народної творчості, режисера народної самодіяльної кіностудії «Джерела» Ківерцівського РБК, очолював обласну молодіжну літературну студію «Лесин кадуб».
Перша збірка поезій «Освідчення» вийшла 1965 році. Член Національної Спілки письменників України з 1970 року.
Автор збірок «Засвідчення» (1969 рік), «Досвідчення» (1982), «Поезії» (1984) та інших. Всього понад 60 поетичних, прозових та драматичних книжок. Твори Йосипа Струцюка перекладалися польською, білоруською, російською мовами. Він -заслужений діяч мистецтв України, лауреат кількох міжнародних і всеукраїнських літературних премій.
В пісенному жанрі співпрацював з такими відомими композиторами як Анатолій Кос-Анатольський, Олександр Білаш, Анатолій Пашкевич, Олександр Некрасов, Віктор Ліфанчук, Петро Свист, Віктор Тиможинський, Володимир Лич, Олександр Синютин та іншими. Зібрав і упорядкував до друку кілька сотень холмських і підляських народних пісень.
За сценаріями і режисурою Йосипа Струцюка створено до десятка кінофільмів. Зокрема, по телебаченню демонструвався кінофільм на тему Холмщини «Ти незгасна, зоре ясна». Ряд кінострічок Струцюка були відзначені на республіканських, всесоюзних і міжнародних кіноконкурсах.
Йосип Ґеорґійович Струцюк активно займається громадською діяльністю — він один із ініціаторів створення громадсько-культурного товариства «Холмщина», багато років був заступником голови цього об'єднання, очолював Волинську крайову організацію Всеукраїнського товариства «Просвіта» імені Тараса Шевченка.

## Творчість

### У жанрі поезії
Вже вихід першої поетичної збірки «Освідчення» схвально привітала критика, а на другу «Засвідчення» написала закриту видавничу рецензію Ліна Костенко, де зокрема відзначила:

| «Головне, що перед нами справжній поет… в основі своїй він (Й.Струцюк) не ординарний, він чесний перед собою і перед людьми, він шукає свого фарватеру на глибинах». |
Після такої оцінки тодішні «літературні цербери» почали пильно приглядатися до «глибинних пошуків» волинського автора і помітили в них те, що дозволило їм одразу ж «зарізати» третю книжку підозрілого поета попри те, що її підтримав лауреат Шевченківської премії Дмитро Павличко, котрий зокрема у закритій видавничій рецензії зазначив:

| «Творчість Йосипа Струцюка часто поєднує фольклорні елементи з елементами поетичної школи, яку найкраще репрезентують Микола Вінграновський, Іван Драч… Йосип Струцюк — митець тендітний, мислячий півтонами, структури його поезій не завжди відкриті навстіж, але того, хто увійде в них, чекає справжня радість». |
«Справжньої радості» у автора не було навіть після підтримки Миколи Вінграновського і Бориса Олійника, котрі переконували головного редактора «Радянського письменника» в доцільності видати непересічну книжку волинського автора, і її вихід було відкладено аж на 13 років. Тільки після появи в «Літературній Україні» добірки віршів із переднім словом лауреата Ленінської премії Михайла Стельмаха поетичну збірку «Досвідчення» поставили у видавничий план.
Ще пізніше, до свого 50-ти річчя Йосипу Струцюку вдалося у видавництві «Дніпро» випустити у світ томик свого вибраного «Поезії». Але збірник був значно «порізаним» і підредагованим цензурою. Згодом дещо з того, що було вилучено, автор помістив у збірках «Глибока живиця» і «Терпкі сторінки». Про них зокрема однокласник Йосипа, письменник Володимир Лучук пізніше написав:

| «Хоч за «Освідченням» видав-таки обчикрижені «Засвідчення» і «Досвідчення» — своєрідний триптих, — проте більшість з написаного лишилось у сховах. Тільки тепер ті терпкі сторінки — найсокровенніше, чим хоче поет поділитися з людьми, — з'явилося перед допитливі очі. Але далеко не все, що створене в різних жанрах». |
Саме за поетичні збірки «Глибока живиця», «Терпкі сторінки», п'єсу «Роман Мстиславич — великий князь Волинський і Галицький», поставлену на сцені Волинського обласного музично-драматичного театру ім. Тараса Шевченка, та за національно-патріотичні пісні митець першим удостоєний 1992 року вже в незалежній Україні звання лауреата найпрестижнішої обласної літературно-мистецької премії ім. Агатангела Кримського.
Пізніше Йосип Струцюк видав декілька збірок із так званої «шухлядної» поезії. Прочитавши одну з них («Сторожові вежі») на той час молодий поет Василь Слапчук зазначив:

| «Це своєрідні нотатки, які творилися не подорожнім, а історією на вразливій душі поета, а подекуди і на його шкірі. Як шрами на тілі вояка розповідають про бойове минуле, так само у віршах Й.Струцюка закодована біографія і самого митця, і всього українського народу». |
Дуже широкий розголос із тими «шрамами» мала й наступна збірка «Потойбіч тиші».
Своєрідним ліричним одкровенням стала книга «Вогонь предків». Після її виходу зокрема академік М. Г. Жулинський звернувся до автора з такими словами:

| «Ви — великий і особливий талант! Мені так прикро, гірко, що Ваша лірика, особливо й обов'язково з цим делікатним, чутливим до найменшого поруху сердечного подиву і захоплення магією кохання інтимом, не розпросторюється широко, на всю Україну! Такі поезії справжніх, високих поетів, таких, які торкаються почуттями найвищих піків інтимних переживань та духовності, не слід ні з ким порівнювати, проте Ваші поезії «загорнуті» любовно в досконалі шати образності, своєю оригінальною метафоричністю «туляться» до висоти безоглядного захоплення красою жінки, її коханням і власним зануренням у вир почуттів Миколи Вінграновського». |
Твори Йосипа Струцюка перекладаються й на інші мови. Зокрема, в Польщі у видавництві «Prymat» вийшла «Po tamtej stronie ciszy» («Потойбіч тиші») польською мовою. Були підготовлені дві книжки для дітей і білоруською мовою (переклади зробив Василь Вітка), але на початку 90-х минулого століття в Білорусі видати їх вже не було можливості.
Знаковою у творчості поета є збірка «Десятий день тижня». Писалася вона в політично піднесені роки Помаранчевої революції. Поет, ніби зазирнувши у майбутнє, стримано застеріг:
|  | Хай то буде і не в унісон, але мова все-таки про вірші. Захопившись возвеличенням персон, ми пропустим, мабуть, важливіше. |

Цей вірш датований 27 січня 2005 року — саме в розпал народного протесту.
Нині вибрані поетичні твори Йосипа Струцюка (без драматичних поем) поміщено у двотомнику «Фарватер». Кожен із розділів двотомного видання — мов чисте джерело, що струменіє в ріку його поезії. У творчій палітрі поета з оригінальною та цікавою метафорикою — і вірші у формі традиційних катренів, і вишукані верлібри. У циклах «Погонич подорожника» та «Візія осені на фронтоні понеділка» — поліфонія буття з найнесподіванішими персоніфікаціями. Енергетика поетичного слова Йосипа Струцюка — життєдайно-молода, осонцена, світла, потужна, молитовно окрилена. Про неї дуже точно відгукнувся відомий поет і науковець Ігор Павлюк, зв'язаний з автором родинними узами, що як дехто відмічає, лише додає об'єктивності його словам:

| «Правила співжиття на землі, перейняті від предків, прості, як біблійні заповіді, але жити з ними непросто. Особливо поетам. Особливо — коли стараєшся писати так, як живеш, а жити — як пишеш. У цьому суть благородства, без якого всяке мистецтво втрачає смисл, а значить — втрачає смисл саме життя-буття». |

### У жанрі прози
У 1980 році Йосип Струцюк дебютував невеличкою прозовою книжкою оповідань та етюдів «Червень — місяць тиші». І хоч з неї були вилучені найдорожчі автору твори, проте це не завадило відомому майстрові слова Роману Федоріву признатися:

| «Проза Йосипа Струцюка така ж цікава, як і поезія. Опріч того, вона — чесна, правдива, безкомпромісна». |
Наступна книжка «Вернісаж» була відхилена, як і збірка оповідань, новел і образків «Зустріч із війною». Але досвідчений прозаїк порадив молодому письменнику не впадати в розпач, а поступово наполегливо освоювати новий для себе жанр.
Після того, як Михайло Стельмах «вирвав нашого автора з 13-ти річного мовчання», будучи вже тяжко хворим, він ще встиг благословити у світ і прозову збірку Йосипа Струцюка «Лінія життя», на яку було навішано чимало ярликів-підозр у видавництві «Радянський письменник».
На окрему згадку заслуговує перший роман волинського автора «Круцю, круцю, журавлі», котрий, незважаючи на активну підтримку завідувача відділом прози в тому ж «Радянському письменнику» Романа Андріяшика, був усе-таки відхилений від друку, а вийшов аж через 10 років у Луцькому видавництві «Надстир'я». Цей роман — багатоплановий і багатогранний. За скупою авторською розповіддю чи описом читач відкриє для себе глибокі пласти, у яких давні й сьогочасні звичаї і традиції, норми моралі, пам'ять землі і народу. Дарма, що в ньому чимало драматизму, загалом він сприймається як твір оптимістичний, його герої ніби пробудились, роздивляються, куди йти, чого шукати в цьому непростому житті.
Згодом Струцюк видав кілька повістей і романів, серед яких чи не найбільш знаковою стала дилогія «Од Гучви до Стоходу». Зокрема відомий поет і критик Віктор Вербич зазначав:

| «Нова книга письменника — яскраве свідчення таланту і громадської мужності. Як ніхто досі, Йосип Струцюк зумів крізь призму доль показати і трагедію народу Холмщини й Волині в період Першої і Другої світових воєн, і звитягу істинних патріотів України, і суперечливі нинішні реалії». | Й.Струцюк, пропонуючи читацькому загалу свою дилогію, не надягає невластиву митцеві тогу ясновидця, пророка, діяча, котрий сподівається на певні політичні дивіденди. Заради майбутнього торжества істини, і як християнин, і як патріот, він каже виболену правду. Мусить робити це, повсякчасно пам'ятаючи про обов'язок перед пам'яттю тисяч і тисяч помордованих, порозстрілюваних лише за те, що були українцями. Окрім непідробного хисту, Й.Струцюк має моральне право мовити правду. Його попередні творчі набутки (а це півтора десятка поетичних збірок, книги прози та драматургії) творилися без намагання ставити водночас свічку Господу і князю пітьми, без загравання з режимом і штампування славослів'їв антилюдській імперській системі і розсилання проклять на адресу тих, хто не зрадив власному народу. Коли більшість колег по перу віддавали данину Мамоні і за це отримували відповідні привілеї, Й.Струцюк наче замикався в собі, ніби згадуючи Хосе Ортегу-і-Гассета: «Лише в нашій самотності ми — це істтині ми». Струцюкова самотність — це самозаглиблення, осягнення сутності власного народу, відмова від бутафорності, лжі.
У післямові до збірника «Сповідь із зеленим натяком» один із найприскіпливіших дослідників творчості Й. Струцюка той же Віктор Вербич зазначає: «Істинний Митець, навіть зібравши щедрий врожай досвіду та осягнувши правікові закони мудрості, приречений назавше залишатися у весні своєї душі. У такій, нерідко беззаперечній, аксіомі автор цих рядків, перебуваючи у щасливій та вдячній ролі читача, переконувався під час перебування ще в світі „Червня — місяця тиші“. Першої книги Поета, в якій він потужно засвідчив себе в іпостасі Прозаїка. Не випадково той 94-сторінковий „Червень — місяць тиші“, що побачив світ у „Каменярі“ 1980-го, благословили, перебуваючи в ролі рецензентів, Роман Іваничук і світлої пам'яті Михайло Стельмах. Адже Йосип Струцюк у лаконічних текстах зумів умістити такий Всесвіт людської любові та болю, якому немислимо малі обшири великих прозових полотен.
Коли читаєш книгу повістей, оповідань новел „Сповідь із зеленим нятяком“, знову наче стаєш бранцем незабутніх вражень від зустрічі з „Червнем — місяцем тиші“. Однак сила цих відчуттів помножена на художні набутки, сумлінно й талановито напрацьовані за третину століття. Й у той же час, Йосип Струцюк зумів не розтратити дитинно-юний дар любити, радіти, страждати, відкривати, бачити, не зрікшись сили зеленобарвної всемогутньої весни. Тому й цілком закономірно, що новий збірник його прози (після таких знакових видань, як романи „Круцю, круцю, журавлі“ і „Чорний припс“, книги повістей та оповідань „Лінія життя“, „Під арештом ночі“, „Цвіт дикої шандри“, „Помста Салмакиди“, „Усе не так просто“, дилогія „Од Гучви до Стоходу“) — „Сповідь із зеленим натяком“. Читаючи прозу Йосипа Струцюка, вкотре ловиш себе на думці, що ті долі та шляхи, які він з такою максималістською чесністю являє у своїх полотнах, — це й намагання майстра слова не дати канути у небуття тому, чого не маємо права забути, це сувора правда, від якої гріх зрікатися, якщо хочемо залишитися собою, не віддати у безвість та безімення мільйоннолику, страдницьку й незнищенну, гріховну та праведну Україну».
До постаті українського гетьмана Богдана Хмельницького Йосип Струцюк звертався не раз. Одначе, натикаючись на все нові й нові архівні документи і, переосмислюючи їх, він відтворив державного діяча на широкому історичному тлі, письменник показав неабиякий талант гетьмана як полководця на початку війни і разом з тим не побоявся вказати на його пізніші прорахунки, котрі згодом відкинули на довгі роки наш народ від визволення. Сміливо і доволі переконливо в романі подано стосунки гетьмана зі своїми найближчими соратниками Максимом Кривоносом, Данилом Нечаєм, Іваном Богуном, Іваном Виговським… Дехто з цих відомих державних мужів в окремих воєнних ситуаціях дивився, можливо, навіть трохи далі, ніж гетьман. Цікаво і по-новому інтригуюче подані стосунки батька й сина Хмельницьких з молодою покоївкою Оленою (Хелєною), що згодом переросли в драму, котра тяжко відгукнулася в козацькому таборі, особливо на полі під Берестечком. Водночас у книзі «Бог задумав інакше» (наклад 100 прим.) перед сучасним читачем постає драма унікальної особистості, з її злетами й падіннями, з фатальною запрограмованістю особистісних моральних і психологічних комплексів. Йосип Струцюк, виношуючи впродовж кількох десятиліть творчий задум щодо створення розлогого епічного полотна про Богдана Хмельницького, попередньо неодноразово звертався до образу цього гетьмана у своїх поезії та драматургії. Він намагався наблизитися до усвідомлення парадоксальної сутності цієї величної та, разом із тим, трагічної особистості, яка стала чи не найвизначнішим провідником українського народу. Проте наслідком діянь Хмельницького став і той геополітичний «глухий кут», в якому опинилася Україна, будучи у лабетах Московської (з 18 століття — Російської імперії). Навіть тлінні останки видатного українця було викинуто з могили, аби стерти з лиця землі згадку про славетного сина нашого народу, аби забрати цю постать з історії, витравити з національної пам'яті. Йосип Струцюк, пишучи роман про Богдана Хмельницького, прискіпливо вивчив досвід попередників. Зокрема — й тих, які інтерпретували постать гетьмана в художній літературі, передовсім — у прозових творах (Миколи Костомарова, Михайла Старицького, Павла Загребельного, Івана Ле, Раїси Іванченко, Юрія Косача). Звичайно, не оминув ні Шевченкового гостро полемічного осягання ролі Богдана Хмельницького, ні акцентацій Ліною Костенко (роман у віршах «Берестечко»). До того ж він скрупульозно попрацював над історичними джерелами, які стали доступними у новітній період вітчизняної історії. Хоча і в художніх творах, і в історичних розвідках зазвичай давалися взнаки як ідеологічні комплекси, так і намагання вписати визначного українця у «прокрустове ложе», продиктоване часом, владними режимами, авторською зорієнтованістю.
Йосип Струцюк, на відміну від попередників, не намагався ні ідеалізувати, ні «поховати» постать гетьмана. Письменник не мав жодного наміру прилаштувати діяння Богдана — Зиновія Хмельницького до тих чи інших кон'юнктурних забаганок. Як уже зазначалося вище, автор роману «Бог задумав інакше…» концептуально не сумнівається у тому, що гетьман виконав свою місію, будучи, з одного боку, — надзвичайно сильним лідером, а з іншого — звичайною земною людиною, яка хотіла любові, умиротворення, щастя.
Роман «Інфамія»- це художньо-документальне свідчення, як своя і чужа олігархія забирала владу в народу і, що найбільш прикро, як окремі ура-патріоти сприяли цьому. Зрозуміло, що народ не зміг стерпіти цього… Якщо коротко, то ця книжка-документ про переддень кривавого українського Євромайдану і Революції гідності.
Тут доречно згадати, що роман «Бог задумав інакше…» вийшов накладом у 100 примірників за свій рахунок, а про новий роман-хроніку «Інфамія» (теж 2014 р.) і говорити нічого — побачило світ усього-на-всього 5 примірників.
Новий твір Йосипа Струцюка «По дорозі до Савур-могили» (наклад 50 прим.)– це оповідь, часто побудована на документах, про подвиг і відступництво, про перші здобутки і втрати на фронті, про небачену самопожертву в окопах і нечувану зраду в тилу;про те, з чим зовсім несподівано зіткнулися ми, українці, виборюючи самостійність і створюючи нашу національну армію, котра перед тим була, по суті, знищена промосковським президентом-ренегатом і його поплічниками-манкуртами. Якщо коротко, то це роман про теперішню російсько-українську війну, яка несподівано почалася і хтозна, коли закінчиться.
У романі «Отаман Болбочан та інші» (2017) висвітлено ім'я одного з найталановитіших воєначальників минулого століття Петра Болбочана. Але, на жаль, через людську гординю і заздрість до вишколеної військової постаті безстрашного лицаря на тлі буремних революційних нуртів, вписувалися почасти суперечливі та неоднозначні сторінки з його іменем у нашу історію. Хай там що, а отаман Болбочан таки мав право сказати: «Ми перед батьківщиною свій обов'язок виконали чесно». Це й основна сюжетна лінія роману. Недарма академік М.Жулинський відзначив: "Ваш «майже документальний» роман «Отаман Болбочан та інші» — це «видатне явище історичної романістики».
На особливу увагу заслуговує повість «Операція „Burza“, або ми їх спільно винищимо» (2017), де автор стверджує, що трагічне протистояння українців і поляків почалося не в 1943 році й не на Волині. Воно — наслідок міжнародної політики Польщі, сумнозвісної репресивної політики так званої «пацифікації», заселення українських етнічних територій «осадниками», намагання «ополячити» й «окатоличити» населення Західної України (в тому числі й Холмщини), що після поразки УНР опинилося під польським гнітом. Треба сказати, що в польсько-українські події активно втрутилися не лишень німецькі фашисти, а й московські комуністи. Це переконливо відтворив автор, спираючись не лишень на спогади, а й на документи.
«Живі і мертві душі» –  ця повість про двох українців, про двох геніїв,  які майже в один час вирушили  різними шляхами до слави, бо як сказав один із них: «…слава –заповідь моя».
Повість побудована переважно на документальних матеріалах, але,  як то часто буває, не позбавлена деякої авторської проекції, відмінної від попередніх тлумачень тих чи інших життєвих сторінок письменників, а відтак і трактування окремих творів як Гоголя, так і Шевченка.
Ознайомившись із творчістю волинського автора, письменник і науковець із Тернопіля Петро Сорока признався:

| «Коли читаєш Йосипа Струцюка, засвічується душа і поривається дух, хочеться жити і працювати для України. Така в них латентна сила. У Струцюка кожне слово, ба навіть титла, дихає Україною. І головне, звичайно, добротний художній рівень, ота стилістична викінченість, яку знаходимо тільки в справжніх майстрів. Нині з'являється чимало творів про Україну і Бога, але більшість з них тільки профанує святу тему. Й.Струцюк пише так, ніби з кожної букви на нього дивляться суворі очі Вседержителя. Для нього неприпустимо — схибити чи злукавити у слові. В його душі і мислі немає місця для такого популярного нині означення — «кон'юнктура». Є чимало працьовитих і плідних письменників. Але не всі вони викликають захват. Тому що в талановитого письменника ця риса безцінна, а в бездарного - небезпечна. Усе, що пише Йосип Струцюк, позначене небуденним хистом. А кількість написаного ним – чимала бібліотечка. За жанрами це великі романи, повісті, оповідання і новели, а ще написано чимало (видано навіть ювілейний збірник на його пошану), він залишається недостатньо визнаним автором. Це тому, що його книжки виходять мізерними накладами і навряд чи долітають у різні регіони України. Хоча його повісті з давнього і недавнього минулого України мали б розходитися щонайменше стотисячними тиражами. Чому ж тоді не виходять? Тому що за нинішніх умов книжка (навіть найкраща) вимагає розкрутки. І ми є свідками ситуації, коли значно слабші з художнього боку твори розходяться сто- і двохсоттисячними накладами, а справжні шедеври часто не мають жодного ходу." |."Кур'єр Кривбасу". 2013, січень-лютий.

### У жанрі драматургії
Звертають на себе увагу драматичні поеми Йосипа Струцюка «Смерть Хмельницького», «Свідчимо перед Богом» (про гетьмана Івана Виговського), «Анафема» (про гетьмана Івана Мазепу), а також п'єса «Декалог самопосвяти», де відтворено бій у Гурбинському лісі між українськими повстанцями і енкаведистами. В них автор торкнувся найболючіших точок нашої як давньої, так і відносно недавньої історії. І виразив він їх у слові в несподіваному ракурсі досить переконливо. Вистава за драматичною поемою Йосипа Струцюка «Роман» з великим успіхом ішла під назвою «Роман — великий князь Волинський і Галицький» на початку 90-х у Волинському музично-драматичному театрі ім. Т. Г. Шевченка.
Є у автора дуже цікава п'єса, з прозорим підтекстом, про юнацькі роки імператора Нерона «Найкращій матері — смерть», а також твір за грецькими міфами «Теогонія», в якому розкрито людиноненависницьку продажну тоталітарну систему.

### Для дітей

З сином Богданком. 1976.

Серед виданих книжок автора з Волині є кільканадцять і для дітей. Це — «Я не шевчик і не кравчик», «Безконечна казочка», Гомін Турового урочища", «Романко і Трубач» «Помста козацька» та ін. На особливу увагу заслуговує поема-казка «Славен витязь Кожум'яка», що вже виражена в музичному варіанті. Його твори друкувалися в багатьох часописах, збірниках, читанках і таких відомих зібраннях творів, як антології української літератури для дітей, що виходили у видавництві «Веселка», а також «Ад круч дняпроу́скіх» (білоруською мовою)та інших. Збірки «Бузьків вогонь», «Гостинець од зайця» перекладені на білоруську мову класиком білоруської літератури Василем Віткою.
Чимало текстів Й.Струцюка для дітей покладено на музику. Вони поміщені в пісеннику «Жайвірковий великдень» і широко використовуються у навчанні на уроках співу та на концертах.
Як помітила дослідниця дитячої літератури Міла Хомич:
| «... він (Й.Струцюк) завжди з великою приємністю пише для дітей. То ж не дивно, що в його творчому доробку багато книг, присвячених дітям. Вірші його - це спогади дитинства, тієї світлої пори, коли особливо чутливо сприймаються голоси природи, пройняті почуттям споконвічного єднання людини, природи і космосу. Ці вірші для дітей писала добра і світла людина... Отож, якщо за вашим вікном сіро й незатишно або просто маєте вільний час, вкладіть свою долоню в добру руку автора і йдіть з ним у яскравий і чарівний світ, сповнений цікавих пригод". |
До двотомника («Місячний зайчик» і «Воронько») увійшли твори, що були поміщені як у попередніх збірках, так і чимало нових, зокрема про героїчну боротьбу Української повстанської армії на теренах Волині. Струцюком ця тема чи не вперше піднімається в дитячій літературі пострадянського періоду.
У 2012 р. вийшла знакова книжка для дітей Й.Струцюка «Пригоди за всілякої погоди», куди увійшли найкращі повісті письменника.
Все це засвідчує, що письменник зробив свій вагомий внесок і в дитячу літературу.
Цікавий факт — його книжка для дітей «Вареники» була видана накладом аж у 400 000 примірників.
Йосип Струцюк і нині плідно працює для дітей.
Як справедливо зазначає відома поетеса й журналістка Валентина Штинько:
| «Сам же письменник постійно залишається у глибокому фарватері творчості, далекий від суєтності буднів, погоні за регаліями й нагородами, епатажності літературних тусовок». |
 ПІДГОТОВЛЕНІ ДО ДРУКУ:
- Повість «Потомок Ілька Муровця»;
- Збірка оповідань для дітей середнього шкільного віку «Передсвяток із татарським зіллям»;
- Повість Живі душі«;
- Стаття „Чорне і біле, або ж житіє благословенного серед поодиноких друзів і групове, довготривале цькування його всюдисущими щирими недругами“ ВДА;
- „У завулку мого імени“ — поезії, котрі не увійшли до жодних збірок;

### Пісня народна й авторська пісня
На рахунку письменника два авторських пісенних збірники: для дорослих „Ти — моє терпке пісенне диво“ і для дітей „Жайвірковий великдень“. Зокрема видатний композитор Анатолій Кос-Анатольський писав:

| «Йосип Струцюк — один із найкращих наших поетів, слово котрого природно лягає на музику». |
А великий поціновувач народної пісні Михайло Стельмах свого часу зазначав:

| «Справді красне, справді неповторне слово! З власною піснею увійшов Йосип Струцюк в поезію». |
Автор з Волині плідно співпрацював (а з деким і понині співпрацює) з Анатолієм Кос-Анатольським, Олександром Білашем, Анатолієм Пашкевичем, Олександром Некрасовим, Віктором Ліфанчуком, Петром Свистом і багатьми іншими композиторами. Окремі пісні Йосипа Струцюка широко відомі, а деякі вже сприймаються, по суті, як народні. Так пісня „Нас весна не там зустріла“ (музика Олександра Гаркавого) виголошується на концертах та часто друкується у збірниках як повстанська, а нещодавно використана у телефільмі „Жіночі обличчя революції“.
З дзвонкової народної криниці письменник вибрав сотні народних перлин, упорядкував їх і видав збірник „Ти не згасла, зоре ясна. Пісні Холмщини і Підляшшя“. На відміну від багатьох своїх попередників він записував не лише тексти, а й мелодії. Цей збірник пісень є одним з найповніших у порівнянні з тими, що до того часу видавалися, i упорядкований таким чином, аби був доступний до виконавців. Треба звернути увагу на те, що фольклор цього краю найменш досліджений. За активну збиральницьку роботу і пропаганду пісень із Забужжя Волинське громадсько-культурне товариство „Холмщина“ нагородило письменника премією „Корона Данила“.

### Кінематографічні роботи
За сценаріями і режисурою Йосипа Струцюка створено до десяти короткометражних аматорських кінострічок. Майже усі вони відзначені на республіканських і всесоюзних кіноконкурсах. Так фільм „В обійсті чорного самітника“ (про рідкісного птаха — чорного лелеку) удостоївся головного призу на республіканському кінофестивалі, а на всесоюзному — ще й золотої медалі (1980). Режисерський сценарій цієї кінострічки у методичному посібнику для кіноаматорів подавався як зразковий. Найвищі нагороди здобули також такі кінофільми, як „На відстані пострілу“ (про знищеного людиною тура) і „Помилка Тарзана“ (про вовків), а кінофільм про волинське диво-озеро Свитязь отримав на міжнародному конкурсі „Кіномарина-77“ бронзову медаль.
Про самого Йосипа Струцюка створено кінострічку „Повернення самітника“, "Видатні волиняни: Йосип СТРУЦЮК".

### Разом із „Лесиним кадубом“

На засіданні літстудії „Лесин кадуб“. Зліва направо: Вікторія Литвак, Ганна Луцюк, Оксана Гундер, Йосип Струцюк, Софія Стасюк, Ольга Ляснюк, Марія Марченкова, Олена Пашук, Юлія Хвас і Тетяна Бондар. 2005 рік

Йосип Струцюк організував і майже 20 років керував Луцькою молодіжною літературною студією (з 2000 року організація творчої молоді) „Лесин кадуб“. Про неї не раз згадували на всеукраїнських творчих семінарах, нарадах і з'їздах як про „літературне диво“, „літературний феномен“, „волинську школу“.
Тут заслуга письменника у підборі й формуванні молодих талантів незаперечна, чимало з них нині вже не тільки члени Національної спілки письменників України, а й яскраві творчі особистості.
Беручи до уваги літературний доробок волинського автора, ось що каже зокрема перекладач його поезії на польську мову Тадей Карабович:
| «Коли задумуєшся над перцепцією поезії Йосипа Струцюка, то думаю, що вписується вона в загальне тло поезії української років шістдесятих і сімдесятих. Поряд творчості Ліни Костенко, Ігоря Калинця, Василя Голобородька, Миколи Воробйова і Василя Стуса творчість та виражає спільний процес літературний, ніби додаючи контекст луцький (волинський) до тієї поезії». |

## Окремі видання творів

### Поезія
- Освідчення: поезії. — Львів: Каменяр, 1965.
- Засвідчення: поезії. — К.: Молодь, 1969.
- Досвідчення: поезії. — К.: Рад. письменник, 1982.
- Поезії. — К.: Дніпро, 1984.
- Глибока живиця: поезії. — Львів: Каменяр, 1989.
- Терпкі сторінки: поезії. — К.: Рад. письменник, 1991.
- Сторожові вежі: поезії 1953—1993 років. — Луцьк: Надстир'я, 1993.
- Потойбіч тиші: поезії. — Луцьк: Надстир'я, 1996.
- Po tamtej ctronie ciszy. — Bialystok: Prymat, 2000.
- Віть розчахнутої блискавки. — Луцьк: Волин. обл. друк., 2002.
- Десятий день тижня: поезії. — Луцьк: Твердиня, 2006.
- Сон рябої кобили (і сміх і гріх): гумор і сатира. — Луцьк: Твердиня, 2006.
- Вогонь предків: лірика. — Луцьк: Твердиня, 2007.
- Фарватер: поезії (в 2-х томах).- Луцьк: Волин. обл. друк., 2009.

### Проза
- Червень — місяць тиші: оповідання та етюди. — Львів: Каменяр, 1980.
- Лінія життя: повість, оповідання. — К.: Рад. письменник, 1985.
- Круцю, круцю, журавлі…: роман. — Луцьк: Надстир'я, 1996.
- Гучва. Повість печальних літ: роман. — Луцьк: Волин. обл. друк., 2001.
- Під арештом ночі: оповідання, новели, есеї. — Луцьк: Вісник і К°, 2004.
- Стохід. Повість жорстоких літ: роман. — Луцьк: Волин. обл. друк., 2004.
- Од Гучви до Стоходу: дилогія: романи. — Луцьк: Волин. книга, 2007.
- Цвіт дикої шандри: повісті, оповідання. — Луцьк: Твердиня, 2008.
- Чорний припс: роман, повісті. — Луцьк: Терен, 2008.
- Помста Салмакиди: повісті й оповідання. — Луцьк: Терен, 2010.
- Усе не так просто: повісті й оповідання. — Луцьк: Терен, 2010.
- Сповідь із зеленим натяком: повісті й оповідання. — Луцьк: Твердиня, 2012.
- Бог задумав інакше…: роман. — Луцьк: Твердиня, 2014.
- Інфамія: роман. — Луцьк,2014.
- По дорозі до Савур-могили: роман. — Луцьк: Вежа-Друк, 2015.
- Коливо: белетристика і публіцистика. — Луцьк: Твердиня, 2015.
- На березі крутіжу: повісті й оповідання; — Луцьк: Вежа-Друк, 2016.
- Отаман Болбочан та інші: роман;- Київ: Український пріоритет, 2017.
- Операція „Burza“ або Ми їх спільно винищимо»: роман;- Київ: Український пріоритет, 2017.
- Коридор: белетристика і публіцистика;- Київ: Український пріоритет, 2019.
- Живі і мертві душі: повість   Луцьк, 2023.

### Драматичні твори
- Смерть Хмельницького: драм. поема на 1 дію. — Луцьк: Надстир'я, 1994.
- Роман і Романовичі: драм. поеми. — Луцьк: Волин. обл. друк., 2002.
- Найкращій матері — смерть!: трагедія. — Луцьк: Волин. обл. друк., 2003.
- Свідчимо перед Богом…: драм. поеми. — Луцьк: Волин. обл. друк., 2003.

### Твори для дітей
- Бузьків вогонь: вірші. — К.: Веселка, 1969.
- Гостинець од зайця: вірші та казки. — Львів: Каменяр, 1971.
- Я не шевчик і не кравчик: вірші. — К.: Веселка, 1973.
- Вареники: вірші. — К.: Веселка, 1977.
- Гомін Турового урочища: повість. — К.: Веселка, 1981.
- Романко і Трубач: повісті. — К.: Веселка, 1984.
- Безконечна казочка: вірші. — Львів: Каменяр, 1984.
- Іди, іди, дощику: вірші. — Дубно: Незабудка, 1992.
- Буб: повість. — Луцьк: Надстир'я, 1997.
- Помста козацька: оповідання. — Луцьк: Вісник і К°, 2003.
- Зозулині черевички: вірші. — Луцьк: Волин. обл. друк., 2004.
- Крилата квітка: казки. — Луцьк: Волин. обл. друк., 2004.
- Йде у гості Миколай: поезія. — Луцьк: Твердиня, 2004.
- Лісовий гість: розмальовки з лічилками, загадками та відгадками. — Луцьк: Твердиня, 2005.*
- Чорногузка або ж Пригоди за всілякої погоди: повість. Луцьк: Терен, 2009.
- Пригоди за всілякої погоди: повісті. Луцьк: Надстир'я, 2012.
- Волинська абетка: вірші. Київ: Виданичий дім «Сам», 2017.

Твори для дітей у 2-х томах:
- Місячний зайчик: драм. поеми та вірші. Т. І.
- Воронько: повісті, оповідання, новели та казки. Т.ІІ. — Луцьк: Волин. обл. друк., 2005.

### Антології
- Антологія української літератури для дітей «Веселка» (в 3-ох томах). К.: Веселка, 1984.
- Бібліотека дитячої літератури «Ад круч дняпроу́скіх» (білоруською мовою). Мінськ: Юнацтва, 1984.
- Антологія української поезії (в 6-ти томах). К.:Дніпро, 1984–1986.
- Антологія літератури для дітей та юнацтва «Дивосвіт „Веселки“. К.: Веселка, 2005.
- Антологія української поезії для дітей „Зелене око“. К.: Навчальна книга — Богдан, 2008.
- Антологія сучасної малої прози „Сила малого“. Луцьк: Твердиня, 2008.
- Антологія українського верлібру. „Ломикамінь“. Львів: Літературна агенція „Піраміда“, 2018.

### Інші видання
- Колодяжненський літературно-меморіальний музей Лесі Українки: путівник / Й. Струцюк, І. Чернецький. — Львів: Каменяр, 1984.
- Музей-усадьба Леси Украинки в Колодяжном: петеводитель / И. Струцюк, И. Чернецкий. — Львов: Каменяр, 1976.
- Ти — моє терпке пісенне диво: пісні на вірші Йосипа Струцюка — Луцьк: Медіа, 1998.
- Жайвірковий великдень: пісні для дітей на вірші Йосипа Струцюка. — Луцьк, Терен, 1999.
- Ти не згасла, зоре ясна: пісні Холмщини та Підляшшя — Луцьк: Ініціал, 2006.
- М.Стефанишин: Пісне, здвени! (Вокальні твори на слова Й. Струцюка). — Луцьк, Терен, 2009.
- Події — в анфас, а постаті — в профіль: есеї, статті, рецензії. — Луцьк, Твердиня, 2011.

### Виступи, інтерв'ю
- Вічності достойний (про іконописця Іова Кондзелевича). Луцьк: газ. Слава праці. 1969. — 10 червня.
- Поборник справедливості (про Давнила Братковського). Луцьк: Рад. Волинь. — 1973. — 3 березня.
- Про Кирила Кожум'яку, змія і ще про дещо.- Луцьк: газ. Молода Волинь. — 1991. — 29 листопада.
- Письменник може зробити більше, ніж Президент. — Луцьк. Віче. — 1996. — 7 листопада.
- Мій друг Терпило-Гнівний (Володимир Лучук). Віче. — 1997. — 21 серпня.
- Крута дорога Крут. Віче. — 1998. — 29 січня.
- Вище голову, Маестро! (Про Анатолія Пашкевича). Віче. — 1998. — 5 лютого.
- Комендант Холмської самооборони. Віче. — 1999. — 25 березня.
- Ти не згасла, зоре ясна, або ж Як об'явилася Холмська чудотворна в Луцьку. Віче. — 2000. — 14 вересня.
- У пошуках слів пісні: до 60 — річчя утворення УПА. — Луцьк: газ. Аверс-прес. 2002. — 10 жовтня.
- Вітер часу і нашу вітрила. (Про Миколу Вінграновського та ін.). — Луцьк: газ. Слово і діло. — 2003. — 3 жовтня.
- Золота стебловись поета (про Віктора Вербича). — Луцьк: ж. Терен. — 2003. Ч. 3.
- Україна наша малоросійськая. — Луцьк: газ. Слово і діло. — 2004. 19 березня.
- Перший ешелон (про депортацію українців із Холмщини). — Луцьк: газ. Сім'я і дім Народна трибуна. 2004. — 18 листопада.
- З висоти Данилової гори. Зб. пісень „Ти не знасла, зоре ясна. Пісні Холмщини і Підляшшя“ — Луцьк: Ініціал. — 2006.
- Моє Колодяжне: з книги „Під арештом ночі“. Луцьк. — 2006.
- Нині в „Лесиного кадуба“ хвіст новаторський — Луцьк: ж. Світязь. 2007. ч.13.
- Чия б кричала, або кілька міркувань з приводу так званої „волинської різанини“. Газ. Слово Просвіти. — 2010. — 6-12 травня.
- Щемлива фермата Ігоря Павлюка…. ж. Дзвін. 2010. — Ч.10.
- Не до пісень — „Всегда, везде и всюду“. Молода Волинь. — 1992. — 14 лютого.
- „Заслуженого треба заслужити, а я не вмів служити“. Віче. — 1998. — 16 квітня.
- Мисливці з кінокамерою, або ж Про чорного лелеку, який прославив Волинь. — Луцьк: Аверс-прес,. — 2002. — 11 квітня.
- Мої Стрільці. Зб. Усе не так просто. — Луцьк: Терен. — 2010.
- Тріумф і драма Гоголя, або ж Для кого і кому ми жертвуємо всім. Зб. Події — в анфас, а постатті — в профіль. — Луцьк: Твердиня. — 2011.
- Крізь сніги і бурі (про поета, вояка УПА Петра Гетьманця). Зб. Події — в анфас, а постатті — в профіль. — Луцьк: Твердиня. — 2011.
- 25-ий кадр Олени Пашук. Зб. Події — в анфас, а постатті — в профіль. — Луцьк: Твердиня. — 2011.
- Спиною до ворога: повість. Одеса, часопис „Море“. 2013
- На Середній Хортиці: стаття. Запоріжжя, часопис „Хортиця“. 2014
- На березі річки, назву якої вже мало хто пам'ятає»: повість. Львів, часопис «Дзвін», № 11-12. 2014
- Чорний припс: роман. Київ, часопис «Київ», № 1-2, 3-4. 2015
- По дорозі до Савур-могили": роман. Львів, часопис «Дзвін», № 4. 2015
- 363-ій: повість. Запоріжжя, часопис «Хортиця», № 4, 2016
- Операція «Burza», або Ми їх разом знищимо", повість. Львів, часопис «Дзвін»,№ 6. 2015
- У сірій зоні: оповідання. Київ, часопис «Київ», № 5-6. 2018
- Живі душі: повість: Київ, часопис "Київ", № 3-4. 2023.

### Переклади
Йосип Струцюк перекладав на українську мову з інших мов, одначе в першу чергу вартим уваги вважає кілька книжок для дітей, перекладених ним, володаря Міжнародного почесного диплома ім. Ганса-Крістіана Андерсена, класика білоруської літератури Василя Вітки. Зокрема в його перекладі вийшла покищо лишень «Мишка» Василя Вітки накладом 150 000 (К.: Веселка, 1979). Інші — у Волинському державному архіві.
- Ад круч дняпроускіх: оповідання, вірші, казки українських письменників у перекладі на білоруську мову. Мінськ, Юнацтва — 1984. С — 405—407.
- Josyp Struciuk.Po tamtej stronie ciszy: поезії на польській мові, Бялисток, Prumat — 2000.
- Думы і песні Валыні. Збірник: твори роетів і прозаїків Волині у перекладах на білоруську мову. Луцьк, Твердиня — 2013.

### Кінофільми

На кінозйомках у Біловезькій Пущі. 1977.

- В обійсті чорного самітника. — Золота медаль і головний приз на Першому всесоюзному фестивалі народної творчості (Москва, 1980).
- Світло витязя. — Бронзова медаль на міжнародному кіноконкурсі «Кіномарина-77».
- Помилка Тарзана. — Дипломи лауреата та головний приз на республі- канському і диплом лауреата на всесоюзному кінофестивалях.
- На відстані пострілу. — Дипломи лауреатів на республіканському і всесоюзному кіноконкурсах.
- Штрихи до портрета. — Диплом лауреата республіканського кіноконкурсу.
- Пам'ять. — Диплом лауреата міжрегіонального кіноконкурсу.
- Ой на Івана та на Купала. — Диплом лауреата республіканського кінофестивалю.
- Новорічний подарунок (мультфільм).— Диплом лауреата республіканського і всесоюзного кінофестивалів.
- Ти не згасла, зоре ясна.

КІНОСТРІЧКИ ПРО Й.СТРУЦЮКА:
- Повернення самітника.
- Нерозгаданий світ Йосипа Струцюка". Телесерія «Видатні волиняни».
- Про себе — про Україну.

### Театральні постановки за творами
- Роман Мстиславич — великий князь Волинський і Галицький.
- Смерть Хмельницького.
- Славен витязь Кожум'яка.
- В урочищі чорного диявола.

## Відзнаки
- Літературно-мистецька премія імені Агатангела Кримського за поетичні збірки «Глибока живиця», «Терпкі сторінки», п'єсу «Роман Мстиславич — великий князь Волинський і Галицький», поставлену на сцені Волинського музично-драматичного театру ім. Тараса Шевченка, та за створені національно-патріотичні пісні (1992).
- Лауреат 1-ї Міжнародної літературної премії імені Богдана-Нестора Лепкого за машинописний варіант повісті «Цвіт дикої шандри» (2006).
- Літературна премія Національної Спілки письменників України «Благовіст» за поетичну збірку «Десятий день тижня» (2006).
- Міжнародна літературна премія імені Григорія Сковороди «Сад божественних пісень» за поетичну збірку «Віть розчахнутої блискавки» (2008).
- Премія Товариства «Холмщина» «Корона Данила» за збір і впорядкування пісень Холмщини та Підляшшя (2009).
- Премія Фонду Тараса Шевченка «У своїй хаті своя й правда, і сила, і воля» «за видатний подвижницький внесок в українську культуру» (2010).
- Літературно-мистецька премія ім. Панталеймона Куліша за історичні романи «Гучва» і «Стохід» (2012).
- Літературна премія імені родини Косачів за книгу «Пригоди за всілякої погоди» та багаторічну творчість для дітей (2013).
- Золота медаль на Першому всесоюзному фестивалі народної творчості за кінофільм «В обійсті чорного самітника» (1980).
- Медаль «Будівничий України» Всеукраїнського товариства «Просвіта» ім. Тараса Шевченка «у боротьбі за утвердження національної ідеї» (1998).
- Почесна відзнака Національної спілки письменників України «за вагомий внесок у відродження духовності та особисті досягнення в літературній творчості» (2011).
- Грамота Міністерства оборони України  «за зразкове виконання службових обов'язків, високий професіоналізм, краще висвітлення військової тематики у творах літератури, кіномистецтва в 2015 році та підняття престижу Збройних Сил України».(2015).
- Коронація слова. Спеціальна відзнака від Київського національного університету ім. Т. Г. Шевченка за кращий патріотичний твір в номінації «Романи» «По дорозі до Савур-Могили» (2016)[20].
- Диплом переможця фестивалю «Книжкова Буча» у номінації «За кращу історичну книгу» роман «Отаман Болбочан та інші». (2017).
- Міжнародна медаль «Івана Мазепи» за драматичну поему про Івана Мазепу "Анафема"та за інші твори про відомі постаті національної історії.(2018).
- Всеукраїнська премія імені Івана Огієнка за книгу "На березі крутіжу. (2019).
- Міжнародна премія авторської пісні Василя Симоненка за пісню «Нас весна не там зустріла» та значну творчу діяльність. (2020).
- Літературна премія ім. Петра Сороки за книгу «Коридор» (Сороча премія) (2020).

## Ресурси Інтернету
- Довідник НСПУ. [Архівовано 26 березня 2022 у Wayback Machine.]
- Йосип Струцюк. Сайт «Українська література». [Архівовано 6 серпня 2011 у Wayback Machine.]
- [http://www.cholm.org/index.php?option=com_content&task=view&id=91&Itemid=10%5Bнедоступне+посилання+з+липня+2019%5D Йосип Струцюк. Біографія (товариство «Холмщина»).][недоступне посилання з жовтня 2019]
- Йосип Струцюк. Коротка біографія на сайті Poezia.org. [Архівовано 9 грудня 2011 у Wayback Machine.]
- Йосип Струцюк. Біографії — Біографії. [Архівовано 4 березня 2016 у Wayback Machine.]
- Штрихи до творчості Й.Струцюка на «znO».
- Йосип Струцюк. Письменники Волині — дітям. Луцька міська централізована бібліотека для дітей. [Архівовано 13 червня 2008 у Wayback Machine.]
- Інформаційно-мистецьке видання «Краєвид». Листопад-грудень 2002 року (статті, присвячені творчості Й.Струцюка.
- Йосип Струцюк. Біографія. Український центр — Освітньо-інформаційний портал для українців. [Архівовано 5 березня 2016 у Wayback Machine.]
- [http://www.simya.com.ua/articles/3/1295/14/%5Bнедоступне+посилання+з+липня+2019%5D Віктор Вербич. І кусаю губи аж до крові. (Про життєвий і творчий шлях Й.Струцюка). — Луцьк: «Сім'я і дім. Народна трибуна».2004, 15 липня. ][недоступне посилання з жовтня 2019]
- Луїза Оляндер. Драматичні поеми Йосипа Струцюка «Роман» і «Романовичі» та Волинський текст. УДК 821.161.
- Волинська обласна бібліотека для юнацтва. Віртуальна виставка «Слово, опромінене талантом» до 75-річчя Й.Струцюка. [Архівовано 9 листопада 2016 у Wayback Machine.]
- [http://www.lutsk.ua/actual/pretendenti-na-prisvoennya-zvannya-pochesniy-gromadyanin-mista-lucka%5Bнедоступне+посилання+з+липня+2019%5D  Про присвоєння Й.Струцюку звання «Почесний громадянин міста Луцька» на офіційному сайті Луцької міської ради.][недоступне посилання з жовтня 2019]
- Колодяжненський літературно-меморіальний музей Лесі Українки. Каталог статей. [Архівовано 16 жовтня 2015 у Wayback Machine.]
- Олена Пашук. Авторська сторінка. «У кого навчаюсь».
- [http://n-slovo.com.ua/arhiv/28_04_2011_93.html%5Bнедоступне+посилання+з+липня+2019%5D Про Й.Струцюка як керівника літстудії. ][недоступне посилання з жовтня 2019]
- На літературній сцені Бандерштату — фестивалі українського духу.
- Повернення найдавнішої ікони Богородиці.
- Про творчість Й.Струцюка на сайті всеукраїнського культурологічного тижневика «Слово Просвіти». [Архівовано 14 грудня 2014 у Wayback Machine.]
- [http://pravda.lutsk.ua/?p=426&jal_no_js=true&poll_id=14&PHPSESSID=ff4c780a3e401de4e46119acf731867e%5Bнедоступне+посилання+з+липня+2019%5D  Про збірник статей, есеїв і рецензій Й.Струцюка «Події — в анфас, а постатті — в профіль» в першому незалежному інтернет-виданні «Волинська правда».][недоступне посилання з жовтня 2019]
- [http://zn.ua/CULTURE/po_volnam_ego_pamyati-24045.html%5Bнедоступне+посилання+з+липня+2019%5D Про пісенну творчість Й.Струцюка в газеті «Зеркало недели».][недоступне посилання з жовтня 2019]
- [http://katalog.ostrovskogo.org.ua/books/3825%5Bнедоступне+посилання+з+липня+2019%5D Твори для дітей Й.Струцюка в katalog.ostrovskogo.org.ua.][недоступне посилання з жовтня 2019]
- Про життя і творчість Й.Струцюка у зб. «Завжди і у всьому залишатися собою»[недоступне посилання з жовтня 2019]
- Лірика Й. Струцюка. [Архівовано 3 березня 2016 у Wayback Machine.]